# Vanuatu i olympiska sommarspelen 2004
Vanuatu deltog vid Olympiska sommarspelen 2004 i Aten, Grekland. Landet skickade endast två representanter att delta i Sommar-OS 2004.

## Resultat efter sport

### Friidrott
Ingen av löparna var ens nära att kvalificera till den andra omgången, dock sprang Kamut snabbare än 8 andra löpare i hans gren, medan Marae endast hann före 4 stycken.
400 m, herrar
- Moses Kamut
- Första rundan: 48.14 s (SB) (→ gick inte vidare, sammanlagt 52:a)

100 m, damer
- Katura Marae
- Första rundan: 13.49 s (SB) (→ gick inte vidare, sammanlagt 58:a)